# Mira ACOG

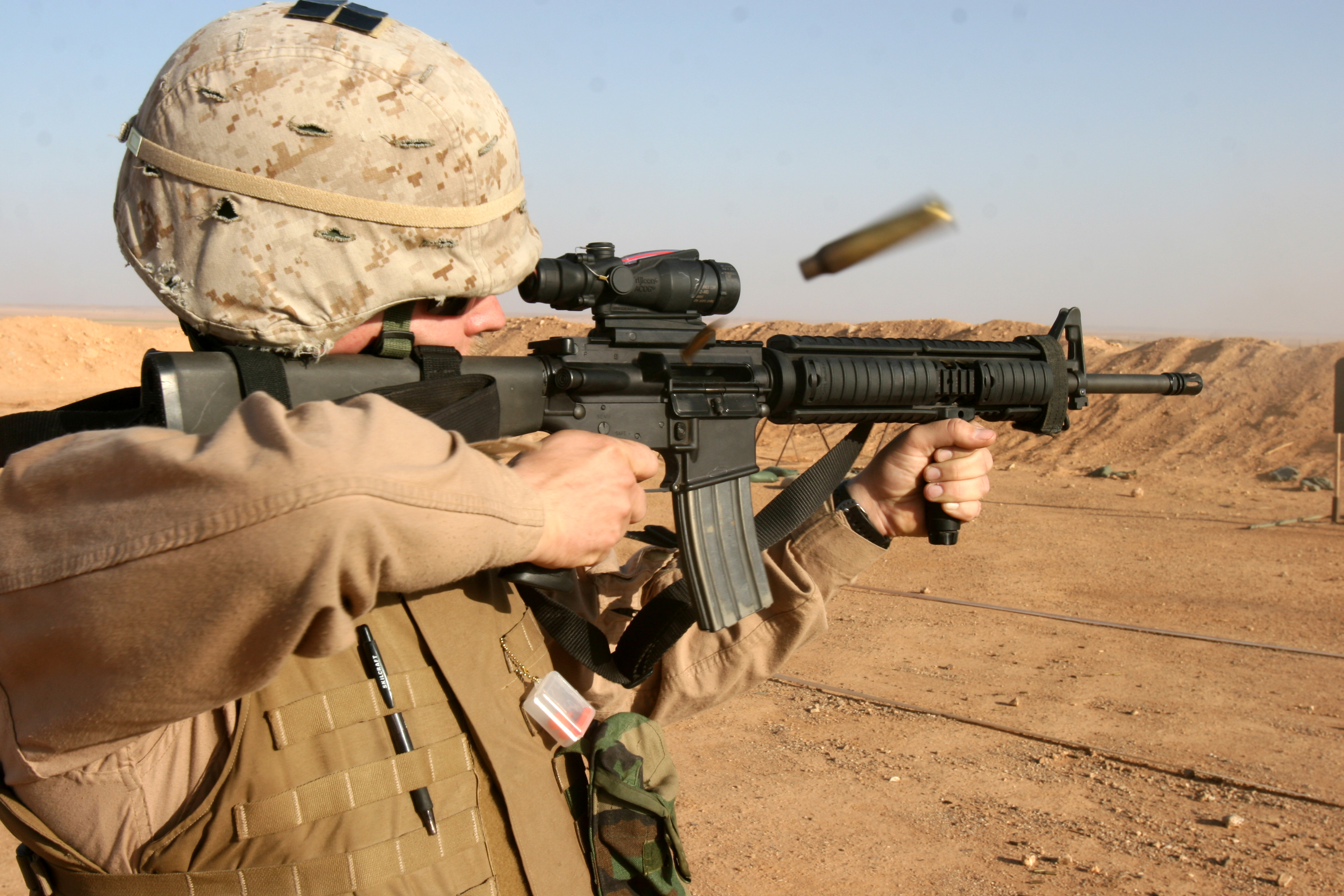
Marine disparando un M16A4 con una mira AN/PVQ-31.

La mira ACOG (Mira óptica avanzada de combate en español) o Advanced Combat Optical Gunsight en inglés, es una serie de miras telescópicas fabricadas por la empresa estadounidense Trijicon. La ACOG fue diseñada un año más tarde que la mira réflex para ser usada en el fusil M16 y la carabina M4, pero Trijicon ha desarrollado accesorios ACOG para otras armas certificadas. Los modelos proporcionan niveles de aumento entre 1,5x y 6x.
A diferencia de muchas miras reflex, la ACOG no requiere baterías. La retícula sobrepuesta, disponible en una variedad de modelos y colores, es iluminada por un riel externo de fibra óptica cuando la luz disponible es abundante, y por una lámpara interna de tritio cuando la luz es poca. También el usuario puede cambiar la forma de la mira a mira delta, por ejemplo.

## Diseño

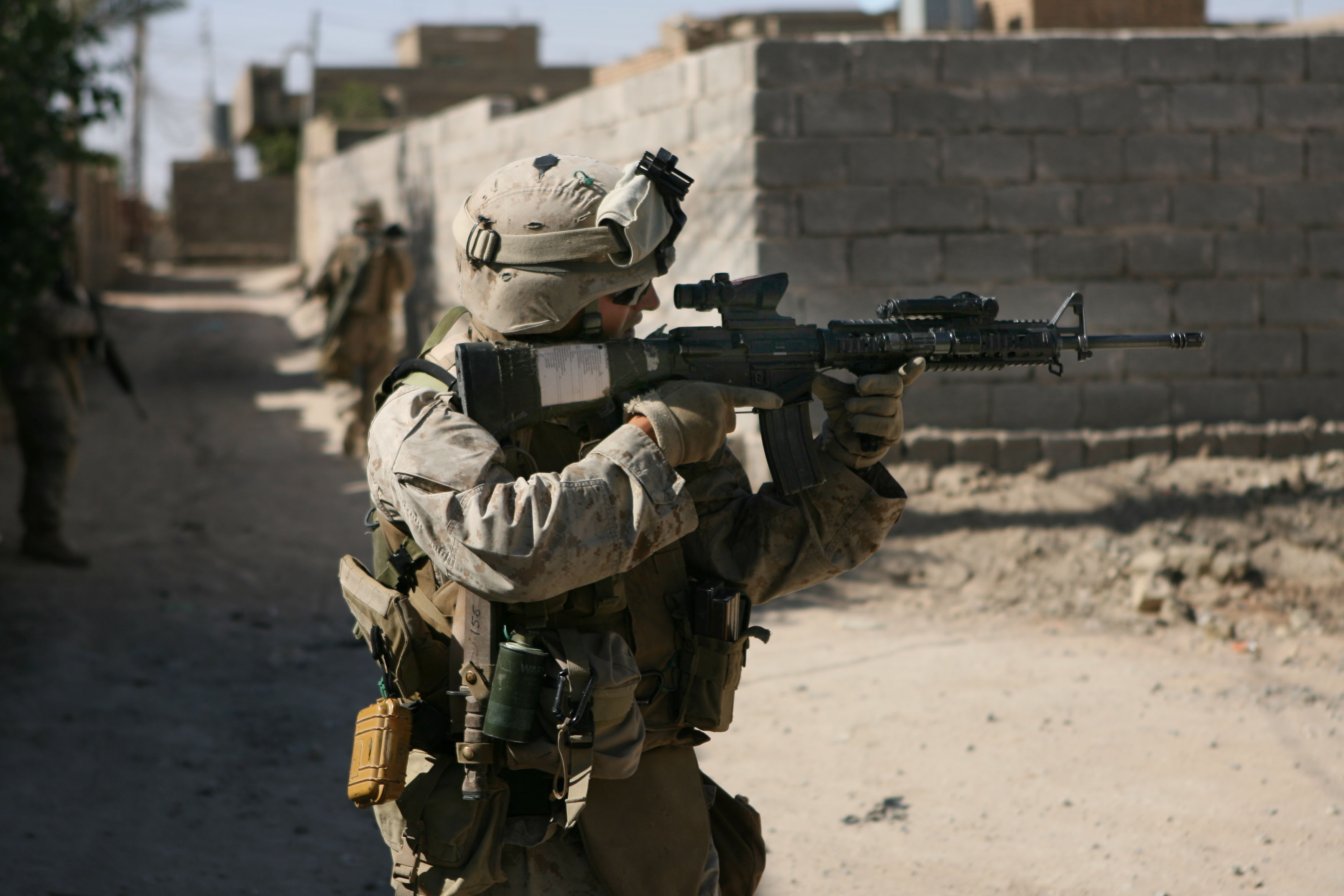
Marine apunta su M16A4 con una mira AN/PVQ-31.

La ACOG está disponible en una variedad de configuraciones del fabricante con retículos diferentes, iluminación, y otras características. Por ejemplo, el modelo TA01NSN tiene 4x de aumento y una retícula de cruz con un compensador de caída de bala que permite al operador alcanzar blancos a distancias superiores a los 60 m (200 pies) sin ajustes; su retícula también brilla de color ámbar en la oscuridad.
También incorpora el rudimentario sistema de miras mecánicas tipo anillo fantasma como un respaldo para blancos dentro de los 50 m (160 pies), aunque sólo sea utilizable cuando está montado en el mango de transporte. La mira TA31RCO tiene 4x aumentos, sin miras mecánicas, y usa una retícula de galón rojo que automáticamente se adapta a las más ligeras condiciones ambientales y tiene un compensador de caída de bala que permite atacar blancos hasta 800 m (2600 pies). La M150 incluye cubiertas plegables y es impermeable hasta los 11 m (36 pies). Todas las ACOG no usan baterías y son diseñadas para emplearse en cualquier iluminación. Las configuraciones de otras ACOG incluyen miras reflex Docter montadas encima, rieles picatinny y miras de punto rojo Trijicon. Aunque la ACOG está diseñada para el riel Picatinny del M16A4 y la M4, puede ser montada en los mangos de transporte de modelos anteriores.
Trijicon comenzaría más tarde a producir montajes ACOG y adaptadores para otras armas además del M16, incluso el Beretta AR70/90, SIG SG 550, Heckler & Koch, los sistemas de armas Bushmaster ACR y FN SCAR, así como el Steyr AUG.

## Usuarios
- Alemania: GSG 9 Fuerzas especiales de la policía federal alemana.
- Arabia Saudita: Ejército de Arabia Saudita.
- Argentina: GEOF, Grupo Halcón.
- Australia: Ejército Australiano.
- Chile: Fuerzas Armadas de Chile.
- Colombia: Fuerzas especiales de todas las ramas fuerzas armadas y la Policía Nacional.
- Emiratos Árabes Unidos: Ejército de los Emiratos Árabes Unidos.
- Estados Unidos: Fuerzas Armadas de los Estados Unidos, varias agencias gubernamentales.
- España: Mira estándar para ametralladora MG4.
- Finlandia: Fuerzas Armadas de Finlandia.
- Irak: Fuerzas de Seguridad de Irak
- Israel: Fuerzas de Defensa de Israel.
- Nicaragua Fuerzas especiales del Ejército y policía
- Perú: Fuerzas Armadas de Perú y PNP.

- Nueva Zelanda: Ejército de Nueva Zelanda
- Reino Unido: Ejército Británico y la Marina Real Británica[9]

## Uso en las Fuerzas Armadas estadounidenses
Tanto el Ejército de los Estados Unidos como los Marines emplean la TA31RCO para el M16A4, denominada en el Ejército como TA31RCO-M150CP y como TA31RCO-A4CP en el caso de los Marines. En diciembre de 2008, esta mira fue designada como M150 en el Ejército. En octubre de 2005, los Marines planearon tener 115000 ACOG en sus inventarios, y según el periódico Pendleton News, la ACOG es el aparato más suministrado a las unidades de primera línea de los marines. Este modelo ha sido ofrecido para ser comprado por otras unidades.

## Controversia
Trijicon ha sido sujeto de críticas por incluir referencias a versículos de la Biblia dentro de los números de modelo de sus miras ACOG. Desde finales de 2009, Trijicon empezó a suministrar a las fuerzas armadas miras sin los versículos.